# آرشاک آرشاکونی
آرشاک آرشاکونی (ارمنی: Արշակ؛ انگلیسی: Arsaces؛ ) نجیب‌زاده اهل ارمنستان بزرگ که در نیمه دوم سده ۴ام و احتمال نیمه اول سده ۵ام می‌زیست. وی پسر خسرو چهارم ارمنستان و زروان‌دخت و برادر تیگران آرشاکونی بود.